# SiTB E 3/3 Nr. 5
Als E 3/3 bzw. neu als Ed 3/3 Nr. 5 wird eine Tender-Dampflokomotive bezeichnet, die 1899 von der Sihltalbahn (SiTB) angeschafft worden war.
Die Lokomotive wurde von der Schweizerischen Lokomotiv- und Maschinenfabrik (SLM) in Winterthur bezogen. Der Verkaufspreis wird mit 45'700 Schweizer Franken angegeben.
Sie ist wie die E 3/3 Nr. 3 + 4 von den ab 1894 an die NOB gelieferten E 3/3 abgeleitet, entsprach aber schon einer modernisierten Ausführung mit Rauchverbrenner und Spurkranzschmierung. Auch die Kesselabmessungen waren leicht anders als bei den beiden 1897 gelieferten Loks.

## Technisches
Die zweite Achse war der Triebradsatz, während die erste und dritte Achse als Kuppelradsatz ausgeführt waren. Als Steuerung war eine normal lange Walschaerts-Steuerung eingebaut. Sie besass kurze Triebstangen und eine Umsteuerung mit Handrad.
Auf dem Kessel befanden sich der Dampfdom mit Sicherheitsventil und der Sanddom. Die beiden Sandrohre führten nur vor die Triebachse und wirkten somit nur in Vorwärtsfahrt gut. Die Blattfedern waren über dem Umlaufblech angeordnet und stützten sich mit dem Federbund über eine Stange auf dem Achslager ab. Zwischen der ersten und zweiten Feder war ein Ausgleichshebel angebracht.
Als Druckluftbremse war eine Westinghouse-Bremse eingebaut. Sie funktionierte sowohl als automatische Bremse für den ganzen Zug wie als Regulierbremse nur auf die Lokomotive. Es waren vierklötzige Spindelbremsen eingebaut, auf dieselben Bremsklötze wirkte auch die Luftbremse. Die zweite und dritte Achse waren einseitig gebremst. Die Luftpumpe war seitlich an der Rauchkammer angebracht, sie wurde 1911 gegen eine leistungsfähigere ersetzt. Der Luftbehälter war unter dem Führerstand angebracht. Die Lokomotivpfeife befand sich auf dem Führerstanddach.
In den Jahren 1965 und 1972 erfolgte jeweils eine Revisionen im Ausbesserungswerk der Deutschen Bundesbahn in Offenburg. Bei der Hinfahrt wurde die Lokomotive auf Rollschemel verladen, bei der Rückfahrt fuhr sie auf eigenen Rädern. Beim Aufenthalt 1965 erhielt sie einen neuen Anstrich nach Ideen des Ingenieurs E. Fontanellaz.

## Einsatz
Die Lokomotive war bis zur Elektrifizierung vor allen Zugarten anzutreffen. Ab 1924 wurde sie hauptsächlich nur noch als Rangierlokomotive verwendet. Als August 1952 die Em 3/3 (baugleich der SBB-Ausführung) ausgeliefert wurde, verlor sie auch diese Aufgabe. Doch schon im Juli 1952 fanden die ersten öffentlichen Dampfsonderfahrten statt, wofür die Nr. 5 behalten wurde. Dieser Sonderzug wurde als «Schnaaggi-Schaaggi» (langsamer Jakob) vermarktet. Infolge Kesselschaden musste sie 1988 remisiert werden und die in Privatbesitz befindliche Ed 3/3 «Muni» (ehemalige BASF Werklok, eingestellt bei der SOB Nr. 102) übernahm die Führung des «Schnaaggi-Schaaggi», bis 1996 der Vertrag auslief. In der Zwischenzeit wurde beschlossen, die Ed 3/3 Nr. 5 wieder fahrfähig herzurichten, damit der «Schnaaggi-Schaaggi» weitergeführt werden konnte. Da die Sihltal-Zürich-Uetliberg-Bahn (SZU) diese Kosten nicht selber tragen konnte, wurde der Verein Zürcher Museums-Bahn (ZMB) gegründet, dem die Lokomotive in der Folge auch übertragen wurde. Die Lokomotive wurde aufgearbeitet und ist seit 1997 wieder fahrfähig. Sie fährt seitdem in den Sommermonaten als «Schnaaggi-Schaaggi» vor Sonderzügen.
Da die Lokomotive als Streckenlokomotive eingesetzt wird, erhielt sie die offizielle Bezeichnung Ed 3/3. Obwohl sie nie bei den SBB eingestellt war, erhielt sie auch eine ins System der SBB-Dampflokomotiven passende eindeutige Fahrzeugnummer (90 85 0008 565-3). Damit ist nun auch ihre Verwandtschaft mit den durch die SBB von der NOB übernommenen E 3/3 (8551-8559) dokumentiert.